# Adolf Josef ze Schwarzenbergu
Adolf Josef Jan Eduard kníže ze Schwarzenbergu (německy Adolf Josef Johann Eduard Fürst zu Schwarzenberg, 18. března 1832 Vídeň – 5. října 1914 Libějovice) byl český šlechtic z rodu Schwarzenbergů, představitel tzv. Primogenitury a 13. vévoda krumlovský, zemský a říšský poslanec. Byl největším pozemkovým vlastníkem v Českém království, kde mu patřilo přes 180 000 hektarů půdy. Za jeho vedení došlo na dominiu vedle tradiční podpory lesnictví k rozvoji i nových odvětví. Profiloval se jako odpůrce národnostních třenic a extrémismu, usiloval o přátelské soužití Čechů a Němců v jižních Čechách. Byl vášnivý lovec, podporovatel archeologie a zakladatel jihočeského archivnictví.

## Život

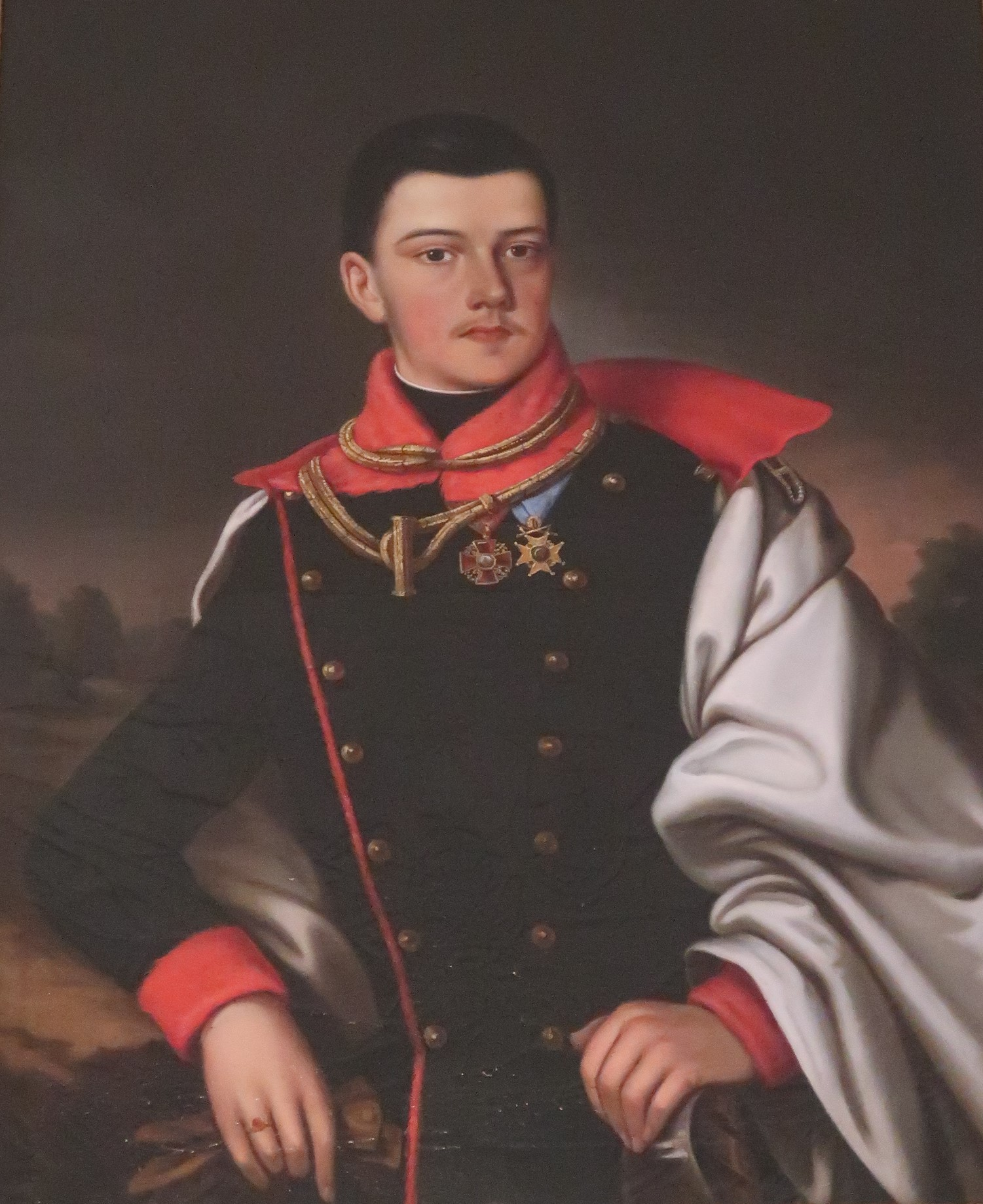
Portrét mladého prince Adolfa Josefa Schwarzenberga jako důstojníka císařské armády (sbírky Hradního muzea na zámku Český Krumlov)

### Mládí
Narodil se jako jediný syn knížete Jana Adolfa II. a Eleonory Marie, rozené princezny z Lichtenštejna. Jeho otec byl významný hospodářský reformátor, pročež se za jeho vlády staly jižní Čechy územím s na onu dobu vysoce modernizovaným průmyslem a hospodářstvím.
Adolf Josef jakožto dědic primogenitury byl celý život připravován na převzetí Schwarzenberského dominia. V mládí studoval filozofii ve Vídni a následně práva na univerzitě v Göttingenu.
Po dokončení studií v roce 1850 nastoupil vojenskou službu. Zúčastnil se tažení do Holštýnska v roce 1850. Byl rytmistrem při hulánském pluku. V této hodnosti byl v roce 1856 přidělen mimořádnému rakouskému velvyslanci na korunovaci cara Alexandra II. v Petrohradě. V roce 1858 po svatbě vystoupil z armády, ale následujícího roku se do ní kvůli vypuknutí války v Itálii vrátil. K dobrovolnému nástupu do vojska vyzval i mladší úřednictvo na svém panství. 24. června 1859 se účastnil bitvy u Solferina. 28. června byl potom povýšen na majora.
Na přání otce se ujal roku 1853 správy lesnictví na dominiu a právě rozvoj lesnictví se stal později jeho hlavní životní náplní. O tři roky později se zúčastnil korunovace cara Alexandra II. v Moskvě.

### Rodina
Dne 4. června roku 1857 jej oddal ve Vídni jeho strýc Bedřich ze Schwarzenberg s Idou Marií, princeznou z Lichtenštejna (15. září 1839 Lednice – 4. srpna 1921, Libějovice), dcerou vládnoucího knížete Aloise II. z Lichtenštejna (26. května 1796, Vídeň – 12. listopadu 1858, Lednice) a jeho ženy Františky Kinské, hraběnky z Vchynic a Tetova (8. srpna 1813, Vídeň – 5. února 1881, tamtéž). Jejich manželství bylo šťastné a za dalších 50 let vešlo v širokou známost díky tzv. Knížecí zlaté svatbě a jejím mohutným oslavám 4. června 1907 na Hluboké. Následník Jan Nepomuk II. se páru narodil tři roky po svatbě, celkem se knížecímu páru narodilo ještě dalších 8 dětí:
- 1. Eleonora (24. června 1858, Seebenstein – 14. února 1938, Mór[4]), dáma Řádu hvězdového kříže a c. k. palácová dáma, ⚭ 1883 Jindřich hrabě Lamberg (16. července 1841, Bratislava – 17. října 1929, Ottenstein), generál jezdectva, c. k. komoří (1865) a tajný rada (1903)
- 2. Jan Nepomuk II. (29. května 1860, Vídeň – 1. října 1938, tamtéž), 14. vévoda krumlovský, 9. kníže ze Schwarzenbergu, ⚭ 1889 Terezie z Trauttmansdorff-Weinsbergu (9. února 1870, Oberwaltersdorf, Dolní Rakousy – 12. srpna 1945, Neunkirchen)
- 3. Františka (21. září 1861, Hluboká nad Vltavou – 28. prosince 1951, Hort, Heves), ⚭ 1880 Mikuláš hrabě Esterházy (20. září 1855, Řím – 21. ledna 1925, Csákvár), c.k. tajný rada, komoří, dědičný člen uherské sněmovny magnátů
- 4. Alois (23. července 1863, Libějovice – 3. března 1937), svobodný a bezdětný
- 5. Marie Aloisie (31. března 1865, Vídeň – 15. února 1943, tamtéž), pod řeholním jménem Benedikta byla abatyší v klášteře sv. Gabriela v Praze na Smíchově a později také v klášteře sv. Gabriela v Bertholdsteinu ve Štýrsku
- 6. Felix (8. června 1867 – 18. listopadu 1946, Gusterheim, Štýrsko), ⚭ 1897 Anna Löwenstein-Wertheim-Rosenberg (28. září 1873, Kleinheubach, Dolní Franky – 27. června 1936, Vídeň)
- 7. Jiří (27. července 1870 – 20. května 1952), c. k. podplukovník v záloze a diplomat, nadporučík u 2. pluku hulánského v Tarnowě, svobodný a bezdětný
- 8. Karel Vavřinec (10. srpna 1871, Libějovice – 1. dubna 1902, Šanghaj), JUDr., tajemník rakousko-uherského vyslanectví, diplomat v Petrohradu, později legační tajemník v Tokiu, svobodný a bezdětný
- 9. Terezie (13. dubna 1873, Třeboň – 27. října 1946, Praha), svobodná a bezdětná

### Správa rodového majetku
Jako kníže ze Schwarzenbergu užíval zároveň tituly vévody krumlovského, lankraběte v Kleggau a hraběte ze Sulzu. V Čechách, Německu a rakouských zemích držel 210 500 hektarů půdy a patřil tak k největším pozemkovým vlastníkům ve střední Evropě. Největší podíl z jeho majetku připadal na České království, kde do jeho majetku patřily velkostatky o rozloze 183 140 hektarů půdy. Největším velkostatkem byl Český Krumlov (49 198 hektarů půdy), za nímž následovaly další rozsáhlé celky v jižních Čechách s přesahem na Šumavu (Třeboň 28 863 hektarů, Vimperk 21 576 hektarů, Hluboká nad Vltavou 18 220 hektarů, dále pak Netolice, Protivín, Chýnov). Další pozemky vlastnil na několika velkostatcích v severních Čechách (Lovosice, Postoloprty, Nový hrad, Cítoliby), kde mu patřilo přibližně 20 000 hektarů půdy. Byl také vlastníkem umělecky hodnotných rodových paláců v Praze a ve Vídni (Schwarzenberský palác na Hradčanech a Schwarzenberský palác na Schwarzenbergplatz).
Od svého otce dostal v roce 1857 při příležitosti sňatku do samostatné správy velkostatky Netolice, Protivín a Libějovice, které si nakonec natolik oblíbil, že zde se svou chotí během svého života mimo lovecké sezóny pobýval většinu volného času.
Během světové výstavy ve Vídni roku 1873 představoval se svým otcem hospodářské úspěchy Schwarzenberských panství. Po jeho smrti pak Adolf Josef roku 1888 přejal správu všech panství a podniků primogenitury.
Adolf Josef se proslavil jako vášnivý milovník myslivosti a lovectví. Mimo rozvoj lesnictví a honitby na svých panstvích, však zakládal i lihovary, pivovary a sýrárny. Roku 1892 například otevřel Pivovar Louny, jež se následně stal jedním z nejmodernějších pivovarů v Rakousku-Uhersku.
Jako první šlechtický podnikatel se snažil o vědecké pojetí technologie pivovarské výroby a zapojil do ní chemiky a experty.
Především během jeho vlády došlo k rozsáhlé záchraně a konzervaci historických památek v jižních Čechách. Byla provedena široká katalogizace uměleckých děl na schwarzenberských panstvích a zahájena jejich konzervace. Zároveň byly položeny základy jihočeského archivnictví, které je dodnes na velmi vysoké úrovní, a stejně tak i archeologie, jíž se věnoval i jeho syn Jan Nepomuk II. a vnuk JUDr. Adolf ze Schwarzenbergu. Kníže Adolf Josef přizval k těmto aktivitám i Českou akademii věd a své archivy následně zpřístupnil veřejnosti. Mimo jiné se spřátelil s Františkem Palackým. Adolf Josef ze Schwarzenbergu byl aktivním nebo čestným členem téměř 300 spolků v Čechách a Rakousku se zaměřením na zemědělství, lesnictví, hospodářství, obchod, dopravu, vědu, umění a charitu.
Z pozice knížete na svých statcích se Adolf Josef proslavil jako ochránce dobrých vztahů mezi Čechy a Němci. Dbal, aby na úřadech nebyla preferována jen jedna národnost a aby si danou pozici zájemce zasloužil vždy jen skrze své schopnosti a kvality. Naprosto pak odmítal jakékoliv projevy nacionalismu nebo vybočení z mezí slušnosti jak ze strany Němců, tak i Čechů. Odmítl například přispět na památník císaře Josefa II., jehož odhalení chtěli zneužít českokrumlovští Němci k propagaci němectví a celou akci odsoudil.
V roce 1881 byl jmenován tajným radou, krátce po převzetí majetku a titulu knížete obdržel Řád zlatého rouna (1889).. V roce 1908 byl dekorován velkokřížem Řádu sv. Štěpána. V mládí jako účastník diplomatické mise do Ruska obdržel ruský Řád sv. Anny a Řád sv. Stanislava. Získal také několik vyznamenání od panovníků německých zemí (hannoverský Řád Guelfů).

### Politická činnost
Po obnovení ústavního systému vlády v 60. letech se zapojil do politického života. V roce 1865 byl zvolen za okresního starostu ve Vodňanech. V roce 1872 byl zvolen okresním starostou v Netolicích. Císař ho ale tentokrát ve funkci neschválil.
Angažoval se i ve vysoké politice. V zemských volbách v lednu 1867 se stal poslancem Českého zemského sněmu. Reprezentoval velkostatkářskou kurii, svěřenecké velkostatky. Mandát obhájil i v krátce poté vypsaných zemských volbách v březnu 1867. Odmítl ale přijmout mandát. Znovu byl do sněmu zvolen v srpnu 1868. Uspěl i ve volbách v roce 1870. Na sněm se pak vrátil až ve volbách v roce 1883. Mandát zde obhájil ve volbách v roce 1889 a volbách v roce 1895. Zastupoval Stranu konzervativního velkostatku, která podporovala český státoprávní program.
Působil i jako poslanec Říšské rady (celostátního parlamentu Předlitavska), kam usedl v doplňovacích volbách roku 1882 za kurii venkovských obcí v Čechách, obvod Prachatice, Sušice, Horní Planá atd. Mandát zde obhájil ve volbách roku 1885. Uvádí se jako český národní poslanec poslanec. Ve volebním období 1879–1885 se uvádí jako kníže Adolf Schwarzenberg, c. k. tajný rada, major a statkář, bytem Libějovice. Na poslanecký mandát rezignoval poté, co byl povolán do Panské sněmovny (nevolená horní komora Říšské rady) 4. prosince 1888. V Panské sněmovně nahradil svého zesnulého otce.
Po volbách v roce 1879 se na Říšské radě připojil k Českému klubu (jednotné parlamentní zastoupení, do kterého se sdružili staročeši, mladočeši, česká konzervativní šlechta a moravští národní poslanci). Jako člen parlamentního Českého klubu se uvádí i po volbách v roce 1885. Patřil mezi signatáře tzv. Státoprávního ohrazení českých poslanců, ve kterém bylo požadováno napravení statutu českých zemí v rámci monarchie.
V Panské sněmovně zasedal na konzervativní pravici.

### Knížecí zlatá svatba
V roce 1907 oslavil z 3. na 4. července kníže Adolf Josef a jeho choť zlatou svatbu (padesáté výročí svazku) na zámku Hluboká, které se účastnilo na 100 hostí. Byla to první zlatá svatba rodu za celou jeho historii a informovaly o ní ty nejvýznamnější deníky monarchie. Z celého dominia pak byly zlatým manželům zasílány blahopřejné knihy manželek schwarzenberských zaměstnanců, které se dodnes dochovaly. V Třeboni byl schwarzenberskými lesníky na počest svého oblíbeného zaměstnavatele a jeho choti odhalen památník a otevřena nová lesnická cesta – tzv. Jubilejní.
Po roce 1903 předal schwarzenberská panství do správy svému synovi Janu Nepomukovi II., ovšem mimo svá první a milovaná panství Netolice a Libějovice, kde se svou chotí dožil svá poslední léta.
Kníže zemřel po delší nemoci v Libějovicích 5. října roku 1914. Jeho pohřeb proběhl 10. října v Třeboni za početné účasti veřejnosti a desítek pozvaných hostů. Zádušní mši celebroval budějovický biskup Josef Antonín Hůlka.

## Princ Halabala
Kníže Adolf Josef byl za svého života znám a oblíben pro svou laskavou a velmi humornou povahu. Z doby jeho vlády se tak zachovalo velké množství vtipných příběhů spojených s jeho osobou, které dodnes v jižních Čechách kolují.
Během jedné z nich z roku 1877 potká mladý kníže ženu s nákupem, která jej požádá, aby ji svezl kočárem, kam potřebuje. Ten svolí a žena nasedne, aniž by jej poznala, neboť je kníže oblečený v mysliveckém. Kníže se jí zeptá, jak se jí a jejímu muži daří, načež ona odpoví, že velmi dobře a že kníže pán Jan Adolf, otec Adolfa Josefa, je velmi hodný pán a vzorný zaměstnavatel. Když se jí zeptá na sebe, tak žena odpoví, že o mladém knížeti vlastně nic neví, že to bude asi takový "halabala". Kníže se optá, co to halabala znamená, načež ona odpoví, že „mladý a nezkušený muž“. Po cestě si žena povšimne, že myslivce v kočáru uctivě zdraví kolemjdoucí. Zeptá se proto, jestli je vozka opravdu myslivec, načež jí kníže odpoví: „Chcete-li to tedy vědět, tak ten halabala jsem já!“ a vyděšenou ženu odveze na večeři na zámek.
Tato příhoda vyšla i tiskem a kníže tak vešel ve známost jako princ Halabala.